# Johanna Schikora
Johanna Schikora (geb. 2002) ist eine deutsche Flossenschwimmerin. Sie ist mehrfache Weltmeisterin und siegte 2022 über 400 m bei den World Games.

## Leben
Johanna Schikora besuchte das Otto-Nagel-Gymnasium in Berlin. Nach dem Abitur wurde sie in die Sportfördergruppe des Bundeswehr aufgenommen. Parallel dazu studiert sie an der Humboldt-Universität Psychologie.
Johanna Schikora spielt seit dem 5. Lebensjahr Klavier, sie gewann sie mehrmals einen ersten Preis bei Jugend musiziert und war Bundespreisträgerin.

## Sport
Um Haltungsschäden durch das ständige Sitzen in der Schule und beim Klavierunterricht vorzubeugen, begann Johanna Schikora im Alter von 12 Jahren mit dem Flossenschwimmen als Ausgleichssport. Zwei Jahre später war sie bereits Mitglied der Jugendnationalmannschaft.
Ihre Hauptdistanzen sind die 800 und 1500 m, die 800 m bezeichnet sie als ihre Lieblingsdiziplin. Bei den Weltmeisterschaften 2021 gewann sie Gold über 800 und 1500 m. Bei den World Games 2022 in Birmingham, Alabama, siegte sie über 400 m, während die 800 und 1500 m dort nicht zum Programm gehörten. Bei den Weltmeisterschaften im gleichen Jahr konnte sie ihren Titel über 1500 m erfolgreich verteidigen und holte über 800 m Silber sowie über 400 m und mit der 4 × 200-m-Staffel Bronze. Sie trainiert beim TC FEZ.
Johanna Schikora wurde 2022 mit dem Silbernen Lorbeerblatt ausgezeichnet.

## Sonstiges
Die ukrainische Flossenschwimmerin Anastassija Antonjak, die bei den World Games 2022 über 400 m Dritte wurde, wohnte nach ihrer Flucht vor dem Krieg in der Ukraine einige Wochen mit Johanna Schikora in deren Eineinhalbzimmerwohnung. Antonjaks Mutter und Schwester wohnten zunächst bei Schikoras Eltern.